# Oelbiteno
Oelbiteno is een bestuurslaag in het regentschap Kupang van de provincie Oost-Nusa Tenggara, Indonesië. Oelbiteno telt 1106 inwoners (volkstelling 2010).